# Реметинецьке кругове перехрестя
Реметинецьке кругове перехрестя (хорв. Remetinečki rotor, Zapadni rotor або просто Rotor) — велике кругове перехрестя в Загребі, в районі Новий Загреб-Захід. Має три смуги руху. Зовнішній радіус — 74 м. Сполучає Адріатичний міст, Адріатичний проспект, Дубровницький проспект і Реметинецький шлях. Перевагу має в'їзний рух, а крайні праві смуги руху з півночі, сходу та південного заходу відокремлені від решти руху, тим самим зменшуючи затори для цих трьох напрямків. Саме кільцеве перехрестя підняте над рівнем землі, пропускаючи під собою дві трамвайні лінії та кілька пішохідних переходів. 
Через перехрестя проїжджає понад 100 000 транспортних засобів на день, що вдвічі перевищує його звичайну пропускну здатність. Затори особливо сильні в години пік. Через таку інтенсивність руху дорожньо-транспортні пригоди стали майже повсякденним явищем. З 1997 по 2006 рік на кільці було зареєстровано понад 2700 ДТП з 216 травмованими, що зробило його одним із найнебезпечніших перехресть міста.
Аналіз транспортних потоків на замовлення міської влади Загреба 2007 року виявив п'ять можливостей реконструкції. Варіант, запропонований 2009 року і схвалений як остаточний, полягає у будівництві двох тунелів зі сходу на захід, що зменшило б навантаження на кругове перехрестя до 38 000 транспортних засобів на день. Реконструкція розпочалася влітку 2018 року, а рух мав би відкритися 9 січня 2020 року.